# Fioravante
Fioravante  è un nome proprio di persona italiano maschile.

## Varianti
- Maschili: Fieravante, Fioravanti, Fioravanzo
  - Ipocoristici: Vante
- Femminili: Fioravante (raro)

## Origine e diffusione
Di tradizione letteraria, si tratta di un'italianizzazione del nome francese Floovent (attraverso il provenzale Floriven), dal significato molto incerto e ampiamente dibattuto.
Si pensa spesso, innanzitutto, che questo nome possa derivare dalla radice fiore ma, considerando l'originale Floovent, pare che si tratti di una semplice paretimologia, per quanto suffragata dalla letteratura italiana stessa. Nel suo I Reali di Francia, ad esempio, Andrea da Barberino interpreta Fioravante nel senso di "che questo fiore vada innanzi", alludendo alla promessa di un futuro da re di Francia e non solo per il suo personaggio. Al di là della letteratura, inoltre, vi è anche chi accosta questo nome al francese Fleurent o Florent, ossia l'italiano Fiorente o Fiorenzo.
Un'ipotesi molto interessante, invece, fa derivare Floovent dal nome germanico Chlodovic (l'italiano Clodoveo) o, in maniera altrettanto probabile, da un suo presunto patronimico in Chlodoving, dal significato di "discendente o figlio di Clodoveo" (in riferimento a Clodoveo I, ritenuto il fondatore della dinastia dei Merovingi). Nei testi merovingi, a tal proposito, va osservato che Clodoveo (Clovis o, in francese antico, Cloovis) era anche noto come Floovis secondo una regola comune dell'antica lingua dei Franchi, che vede il passaggio della fricativa -ch- nella consonante -f- (esempi simili sono Chlodobertus/Flodobertus, Chlodoïnus/Flodoïnus, Chlodulfus/Flodulfus, etc); di qui, allora, si spiega la trasposizione di Chlodoving in Flodovinc e, successivamente, in Floovenc o Floovent, secondo una pronuncia tipica della lingua francese.
C'è chi obietta, tuttavia, che Floovent potrebbe anche essere un nome di fantasia, inventato a tavolino per l'omonimo personaggio letterario, secondo un'usanza apparentemente comune nella letteratura cavalleresca di epoca medievale.
Storicamente, ad ogni modo, il nome Fioravante si diffuse in epoca pre-moderna proprio grazie alla letteratura cavalleresca del Medioevo, in particolar modo grazie all'epica francese da un lato e all'opera di Andrea da Barberino I Reali di Francia dall'altro: ne I Reali di Francia, in effetti, il racconto di Fioravante è ispirato chiaramente alla chanson de Floovent della tradizione francese, una chanson de geste che risale alla fine del XII secolo - il personaggio di Fioravante, in effetti, è semplicemente una ripresa italiana del francese Floovent.

## Onomastico
Trattandosi di un nome adespota (ossia privo di santo patrono), l'onomastico può essere eventualmente celebrato il 1º novembre (festa di Tutti i Santi).

## Persone
- Fioravante Baldi, calciatore e allenatore di calcio italiano
- Fioravante Fioravanti, architetto italiano
- Fioravante Palestini, attore e criminale italiano

### Variante Fioravanti
- Fioravanti Marullo, calciatore argentino

## Il nome nelle arti
- Nell'opera I Reali di Francia di Andrea da Barberino, Fioravante è il primogenito dei reali di Francia Fiorello e Biancadora: secondo il racconto fu il primo della nobile discendenza di Francia a nascere con un segno, la cui forma ricordava una croce, sulla spalla destra. Il romanzo di Andrea da Barberino ebbe molta fortuna presso i lettori della borghesia emergente e rappresentò un'importante fonte per la grande stagione del poema cavalleresco rinascimentale, il cui successo continuò con una fitta tradizione a stampa fino a tutto l'Ottocento.